# 1615
| 1615               |
| ------------------ |
| Dødsfald - Fødsler |
| • Litteratur       |

| Gregoriansk kalender | 1615 MDCXV              |
| Ab urbe condita      | 2368                    |
| Armensk kalender     | 1064 ԹՎ ՌԿԴ             |
| Kinesiske kalender   | 4311 – 4312 甲寅 – 乙卯 |
| Etiopisk kalender    | 1607 – 1608             |
| Jødisk kalender      | 5375 – 5376             |
| Hindukalendere       |                         |
| - Vikram Samvat      | 1670 – 1671             |
| - Shaka Samvat       | 1537 – 1538             |
| - Kali Yuga          | 4716 – 4717             |
| Iransk kalender      | 993 – 994               |
| Islamisk kalender    | 1024 – 1025             |

Konge i Danmark: Christian 4. 1588-1648.
Se også 1615 (tal)